# 中央合同庁舎第2号館
中央合同庁舎第2号館（ちゅうおうごうどうちょうしゃだいにごうかん、英語: Central Gov't Bldg. No.2）は、東京都千代田区霞が関二丁目にある日本の中央省庁の合同庁舎。

## 概要
かつて内務省庁舎でもあった旧2号館（通称人事院ビル）を建て替えて建設された、霞が関中央官庁地区で2番目の超高層庁舎である。隣接する中央合同庁舎第3号館と一体的に整備された。

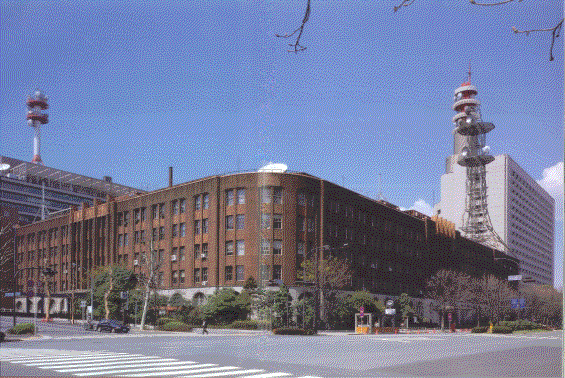
旧中央合同庁舎第2号館（人事院ビル）

高層化による土地の高度利用を図るとともに、平面ロ字型の庁舎の中央部に吹き抜けを設けることにより良好な空間の形成を狙っている。屋上の鉄塔には中央防災無線・警察無線・消防無線のアンテナが設置されている。
旧2号館から引き続き、旧内務省系の総務省・警察庁が主に入居している。総務省でも統計局は新2号館ではなく新宿区若松町の総務省第2庁舎に入居し、一方隣の合同庁舎第3号館を主に使う国土交通省も一部の部局（主に旧運輸省系の部局）が新2号館に入居し、分館として使用している。計画当初は、新2号館に自治省及び消防庁（現・総務省）、警察庁に加えて、かつて旧2号館に入居していた建設省（現・国土交通省）と人事院も入居する予定であった。警察庁IDでは同じビルの階層を行き来できるが、それ以外の省庁のIDでは警察庁フロアに出入りできない。
3号館とは地下で直結しており、セキュリティチェックなしで両館の間を行き来できる。また、地下鉄霞ケ関駅と地下で直結している。

## 入居機関
総務省が過半数のフロアを使用しており、庁舎管理も総務省が行っている。
中央省庁
- 総務省（1・3-11階の全部、2階の一部）
  - 消防庁
- 国家公安委員会（17-20階の全部、2階と16階の一部）
  - 警察庁
- 国土交通省（12-15階の全部、16階の一部）
  - 観光庁

店舗など
- 日本郵便株式会社 第二霞ケ関郵便局
- ファミリーマート 霞ヶ関合同庁舎店
- ビチェリン霞ヶ関中央合同庁舎第2号館店